# Jos Huysmans
Jozef ("Jos") Huysmans (Beerzel,  18 december 1941 – aldaar, 10 oktober 2012) was een Belgisch wielrenner.

## Biografie
Huysmans was profwielrenner van 1962 tot 1977. Hij was een veelzijdig renner die vooral uitblonk in rittenkoersen en met veel toewijding en een groot tactisch inzicht koerste. Huysmans reed aanvankelijk veel in dienst van zijn generatiegenoot (en buurman) Herman Vanspringel en was later een van de meesterknechten van Eddy Merckx. Zijn grootste overwinningen waren de Waalse Pijl in 1969 en twee etappes in de Ronde van Frankrijk. Huysmans overleed op 70-jarige leeftijd.

## Belangrijkste uitslagen
1965
- 4e in Omloop het Volk
- 5e in Parijs-Roubaix
- 6e in Parijs-Brussel
- 9e in Luik-Bastenaken-Luik
- 9e in Parijs-Tours
- 1e in 1e etappe Ronde van Zwitserland
- 2e in eindklassement Ronde van Zwitserland
- 3e in eindklassement Ronde van Nederland

1966
- 5e in Parijs-Roubaix
- 9e in Luik-Bastenaken-Luik
- 3e NK op de weg België
- 8e Parijs-Tours
- 3e in eindklassement Ronde van België

1967
- 4e in Gent-Wevelgem
- 1e in 2e etappe B Ronde van België
- 8e in eindklassement Ronde van Frankrijk
- 2e in GP Fourmies

1968
- 5e in de Waalse Pijl
- 6e in de Amstel Gold Race
- 1e in GP Briek Schotte
- 6e in Rund um den Henninger-Turm
- 1e in 20e etappe Ronde van Frankrijk

1969
- 2e in de Amstel Gold Race
- Waalse Pijl
- 1e in 2e etappe B Ronde van België
- 1e in Schaal Sels
- 9e NK op de weg België

1971
- 7e in Omloop het Volk
- 6e in Rund um den Henninger-Turm

1972
- 9e etappe Ronde van Frankrijk
- 2e in Parijs-Tours

## Resultaten in voornaamste wedstrijden
| Jaar | Ronde van Italië | Ronde van Frankrijk | Ronde van Spanje |
| ---- | ---------------- | ------------------- | ---------------- |
| 1965 |                  |                     |                  |
| 1966 | 17e              | 16e                 |                  |
| 1967 |                  | 8e                  |                  |
| 1968 |                  | 32e (1)             |                  |
| 1969 |                  | opgave              |                  |
| 1970 | 36e              | 30e                 |                  |
| 1971 |                  | 28e                 |                  |
| 1972 | 35e              | 28e (1)             |                  |
| 1973 | 35e              |                     | 37e              |
| 1974 | 45e              | 66e                 |                  |
| 1975 |                  | 59e                 |                  |
| 1976 |                  |                     |                  |
| 1977 |                  | 48e                 |                  |

| Jaar | Milaan-San Remo | Ronde van Vlaanderen | Parijs-Roubaix | Amstel Gold Race | Luik-Bast.‑Luik | Waalse Pijl | Parijs-Tours |  | WK op de weg |  | Wereldranglijsten |
| ---- | --------------- | -------------------- | -------------- | ---------------- | --------------- | ----------- | ------------ |  | ------------ |  | ----------------- |
| 1965 |                 | 18e                  | 5e             |                  | 9e              | 10e         | 9e           |  | 25e          |  |                   |
| 1966 | 20e             | 26e                  | 5e             |                  | 9e              | 15e         | 8e           |  | 18e          |  |                   |
| 1967 | 31e             |                      |                |                  | 12e             | 8e          | 59e          |  |              |  |                   |
| 1968 |                 | 33e                  | 13e            | 6e               | 16e             | 5e          |              |  |              |  |                   |
| 1969 |                 |                      | 16e            | ↑                | 15e             | Goud        | 50e          |  |              |  |                   |
| 1970 | 42e             | 23e                  |                | 19e              |                 | 17e         |              |  | 65e          |  |                   |
| 1971 | 40e             | 58e                  | 31e            | 17e              | 18e             | 50e         |              |  |              |  |                   |
| 1972 |                 |                      |                |                  |                 |             | Zilver       |  | opgave       |  | 23e (SPP)         |
| 1973 | 63e             |                      |                | 19e              | 39e             | 44e         | 42e          |  | opgave       |  |                   |
| 1974 | 17e             | 21e                  |                |                  | 27e             | 18e         |              |  |              |  |                   |
| 1975 |                 |                      |                |                  |                 | 17e         |              |  |              |  |                   |
| 1976 |                 |                      |                |                  |                 |             |              |  |              |  |                   |
| 1977 |                 |                      |                |                  |                 |             |              |  |              |  |                   |